# 292. pr. Kr.
◄ | 4. stoljeće pr. Kr. | 3. stoljeće pr. Kr. | 2. stoljeće pr. Kr. | ►
◄ | 320-ih pr. Kr. | 310-ih pr. Kr. | 300-ih pr. Kr. | 290-ih pr. Kr. | 280-ih pr. Kr. | 270-ih pr. Kr. | 260-ih pr. Kr. | ►
◄◄ | ◄ | 295. pr. Kr. | 294. pr. Kr. | 293. pr. Kr. | 292 pr. Kr. | 291. pr. Kr. | 290. pr. Kr. | 289. pr. Kr. | ► | ►►
Astronomija

## Događaji

### Istočno Sredozemlje
- Demetrije I. Poliorket, kralj Makedonije, pokorava buntovnu Tebu
- Lizimah, kralj Trakije, u jednom pohodu na Dunav, pada u zarobljeništvo Dromihetesa (Geti) koji ne želeći ugroziti odnose s Tračanima, dobro postupa s Lizimahom, i ženi se jednom od Lizimahovih kćeri.
- Antigon II. Gonata, sin i vojskovođa Demetrija I. uzalud pokušava Lizimahovo zarobljavanje iskoristiti za upad Makedonaca u Trakiju; upad biva odbijen.
- Dovršen je Kolos s Rodosa (početak gradnje neizvjestan)

### Zapadno Sredozemlje
- Rimljani imenuju Apija Klaudija diktatorom. Samniti, iako praktički pobijeđeni, još dugo u brdima pružaju otpor Rimljanima.